# Schillviertel

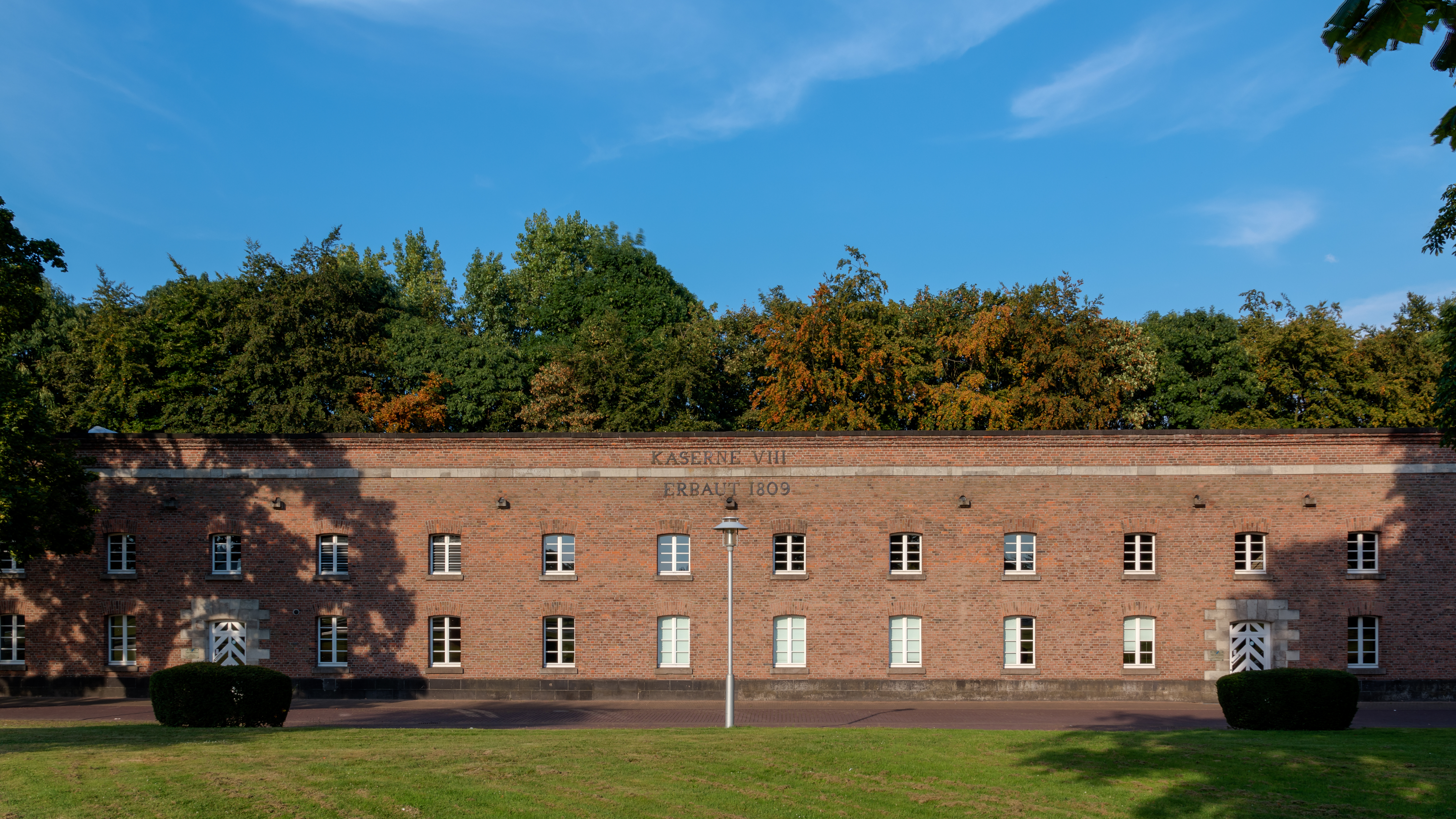
Ostflügel der Zitadelle Wesel (2016)

Das Schillviertel ist ein Innenstadtviertel von Wesel am Niederrhein.

## Lage
Bei dem Schillviertel handelt es sich um ein reines Wohnviertel, das im Süden der Weseler Innenstadt zwischen der Bundesstraße 58 (Schillstraße) und der Bundesstraße 8 liegt. Ein kleiner Teil mit ebenfalls nach Schillschen Jägern benannten Straßen liegt nördlich der Schillstraße und wird im Norden von der Esplanade begrenzt. An diese schließt sich der Kernbereich der Innenstadt an. Die Luisenstraße zieht sich in Nord-Süd-Richtung als Hauptachse durch das Viertel. Die Dinslakener Landstraße und die dahinter liegende Bahnstrecke Oberhausen–Arnhem bilden im Osten die Grenze zum Ortsteil Fusternberg.
Im Südwesten des Viertels befindet sich der Ostflügel der Zitadelle Wesel, ihr Westflügel liegt dagegen im Zitadellenviertel.

## Geschichte
Möglich wurde die Entstehung des Schillviertels erst durch die 1886 einsetzende Entfestigung Wesels, die im späten 19. Jahrhundert in einer ersten Stufe und nach dem Ersten Weltkrieg durch Beschlüsse des Versailler Vertrags umgesetzt wurde. Die Weseler Sportvereine nutzten die sich dadurch bietenden Möglichkeiten. Der Weseler SV erhielt durch Vertrag vom 4. Juli 1919 ein Gelände am Rand der Luisenstraße. Dort wurde im September 1920 der Sportplatz Am Alten Wolf eingeweiht. Auch der Athletik-, Sport- und Turnverein Olympia Wesel bekam ein kleines Gelände an der Ecke Luisenstraße/Flamer Weg zugebilligt. Auch der BSV Viktoria Wesel bemühte sich 1930 um einen Platz in diesem Bereich, was wegen der bereits vorgesehenen Bebauung als Wohnviertel jedoch abgelehnt wurde. 1934 plante die Stadt auch eine Bebauung eines Teils des WSV-Sportplatzes. Dies wurde nach Protesten des Vereins jedoch verworfen.
1928 wurde die Zitadelle mittig durchbrochen und damit die Schillstraße – die heutige Bundesstraße 58 – als Verbindung vom Bahnhof Wesel zur Rheinbabenbrücke erbaut. Ab 1934 begann beiderseits der Schillstraße die Erschließung der nach den Schillschen Offizieren benannten Straßen. Neun Straßen wurden nach den insgesamt elf Offizieren benannt, die unter Ferdinand von Schill gegen die napoleonische Herrschaft kämpften und 1809 in Wesel erschossen wurden. Die Zahl der Straßennamen unterschreitet die der Offiziere um zwei, weil zwei Offiziere als Brüder den Namen Wedell trugen und ein Offizier namens Schmidt aufgrund der bereits vorhandenen Schmidtstraße in der Weseler Innenstadt keinen Straßennamen erhielt. Zudem wurde im Viertel die Stralsunder Straße angelegt, die an die militärische Niederlage des Schillschen Korps in Stralsund erinnern sollte. Während das Gedenken an die Schillschen Offiziere in Wesel eine lange Tradition hat und schon 1835 das Schill-Denkmal errichtet wurde, diente es auch zur Stützung der nationalsozialistischen Ideologie, besonders bei den vielbesuchten Schillfestspielen an der Zitadelle im Juli 1934. In Folge schwerer Bombenangriffe im Februar 1945 war auch das Viertel von Zerstörungen betroffen. Der Sportplatz Am Alten Wolf wurde ebenfalls zerstört und danach nicht wieder hergerichtet.
Nach dem Zweiten Weltkrieg bestand auch auf alliierten Druck hin die Bestrebung gegen Militarismus und „Preußentum“ vorzugehen. Vor diesem Hintergrund wurde 1947 die Umbenennung aller nach den Offizieren benannten Straßen und der Schillstraße im Stadtrat eingebracht, scheiterte nach anfänglicher Unterstützung des Vorhabens jedoch am Widerstand der CDU. Die Wiederaufstellung des Schill-Denkmals in Fusternberg erfolgte 1948 mit Zustimmung auch von SPD und KPD. Das Schillviertel behielt in der Nachkriegszeit seinen Charakter als Wohnviertel. Von 1958 bis 1964 wurde die Zeitung General-Anzeiger in einem Verlagshaus an der Luisenstraße herausgegeben. Der am Rand des Viertels gelegene Ostflügel der Zitadelle ist inzwischen Teil eines Kulturzentrums und Sitz der Musik- und Kunstschule Wesel.

## Persönlichkeiten
- Heinz Bello (1920–1944), Widerstandskämpfer gegen den Nationalsozialismus; aufgewachsen im Schillviertel[7] (Esplanade 26[8], am nördlichen Rand des Viertels)